# Кевін Стітт
Джон Кевін Стітт (англ. John Kevin Stitt; нар. 28 грудня 1972, Мілтон, Флорида) — американський бізнесмен і політик, який представляє Республіканську партію. Губернатор штату Оклахома з січня 2019 року.

## Біографія
Провів дитинство у Нормані, потім отримав кваліфікацію бухгалтера в Університеті штату Оклахома у Стіллвотері, підробляючи торгівлею книгами у Southwestern Company. У 2000 році заснував власну фінансову компанію Gateway Mortgage, маючи 1000 доларів і один комп'ютер, а до 2018 року у ній були зайняті 1200 співробітників у 160 відділеннях.
28 серпня 2018 переміг у другому турі республіканських попередніх виборів колишнього мера Оклахома-Сіті Міка
Корнетта, витративши на передвиборну кампанію 6,5 млн доларів (з них 3,5 млн прийшлося на позики).
6 листопада 2018 переміг на губернаторських виборах в Оклахомі з результатом 54,3 % двох суперників, основним з яких був демократ Дрю Едмондсон (42,2 %). При цьому республіканський кандидат у віце-губернатори Метт Піннел заручився підтримкою 61,9 % виборців, майже вдвічі обігнавши за кількістю голосів демократку Анастасію Піттман.
Одружений, має шість дітей. Перший представник корінного народу США (черокі), який був обраний губернатором штату.